# Wagon sterowniczy
Wagon sterowniczy, wagon rozrządczy – pojazd nietrakcyjny wyposażony w kabinę maszynisty.
Przeznaczony jest do przewozu pasażerów lub towarów. Ma urządzenia sterownicze i miejsce dla prowadzącego pociąg, ale jest pozbawiony napędu. Nie może jeździć samodzielnie i zwykle stanowi część składową zespołu trakcyjnego lub pociągu push-pull.

Wagony sterownicze
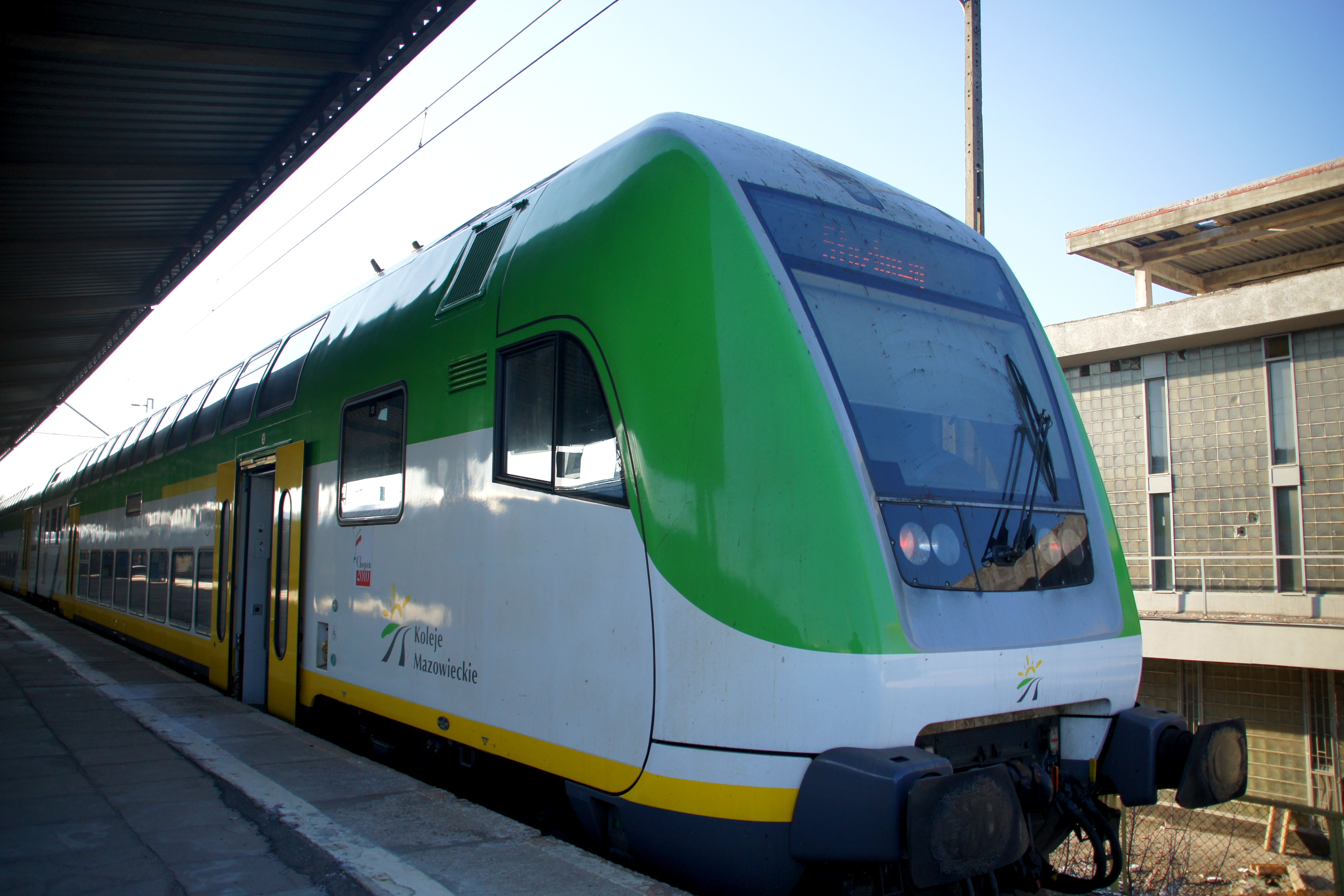
Wagon sterowniczy Bombardier Twindexx Kolei Mazowieckich
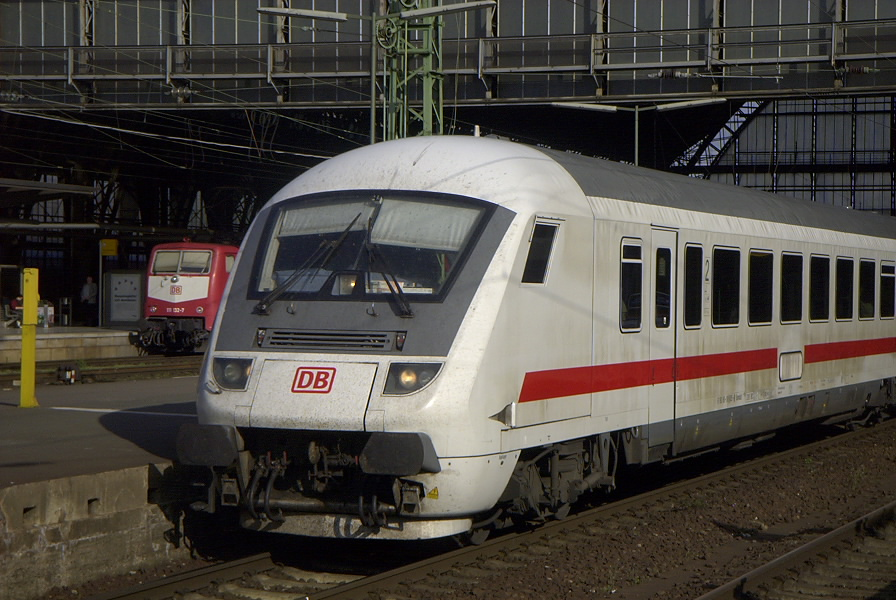
Wagon sterowniczy Intercity Kolei Niemieckich
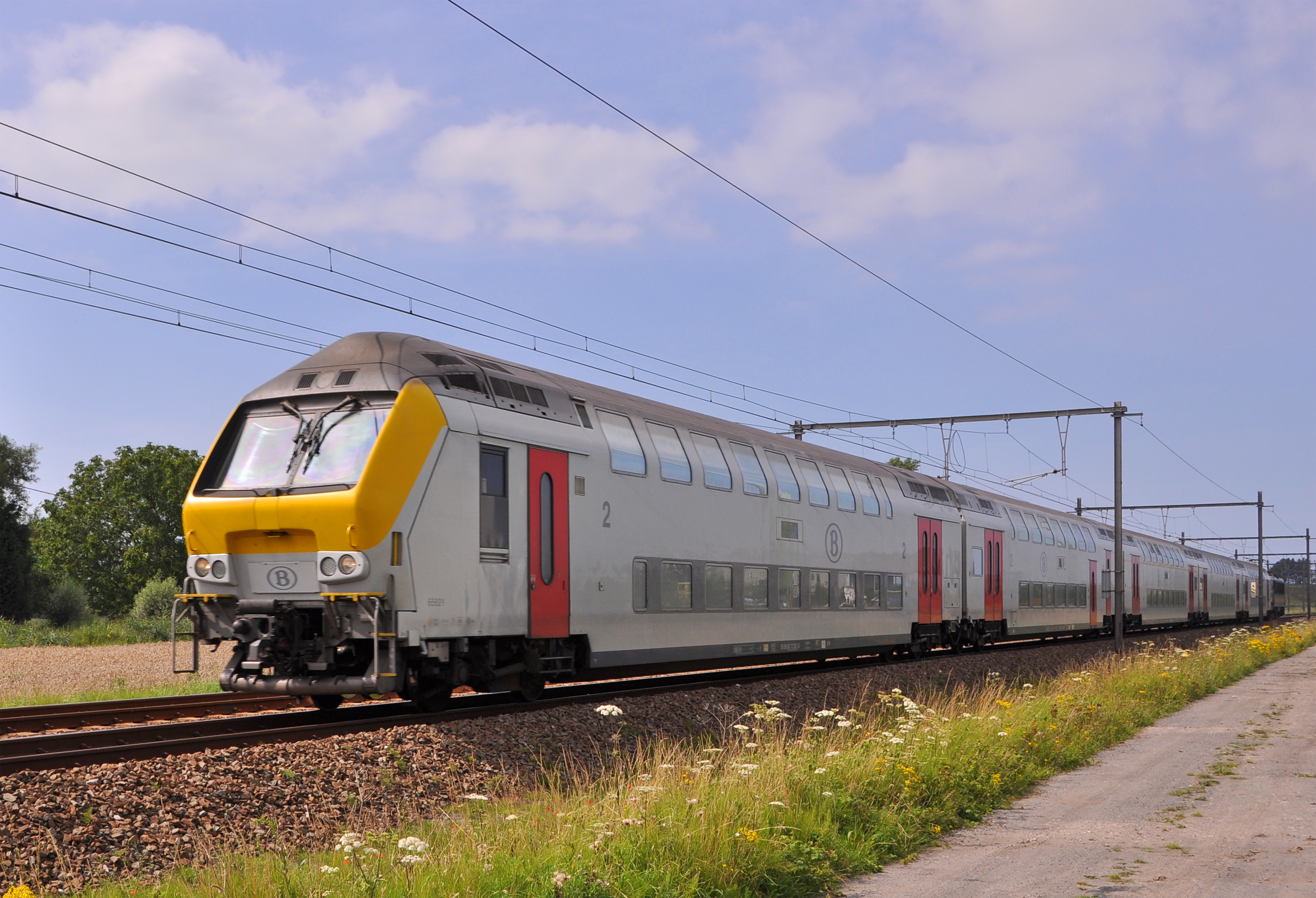
Wagon sterowniczy M6 (SNCB/NMBS Belgia)
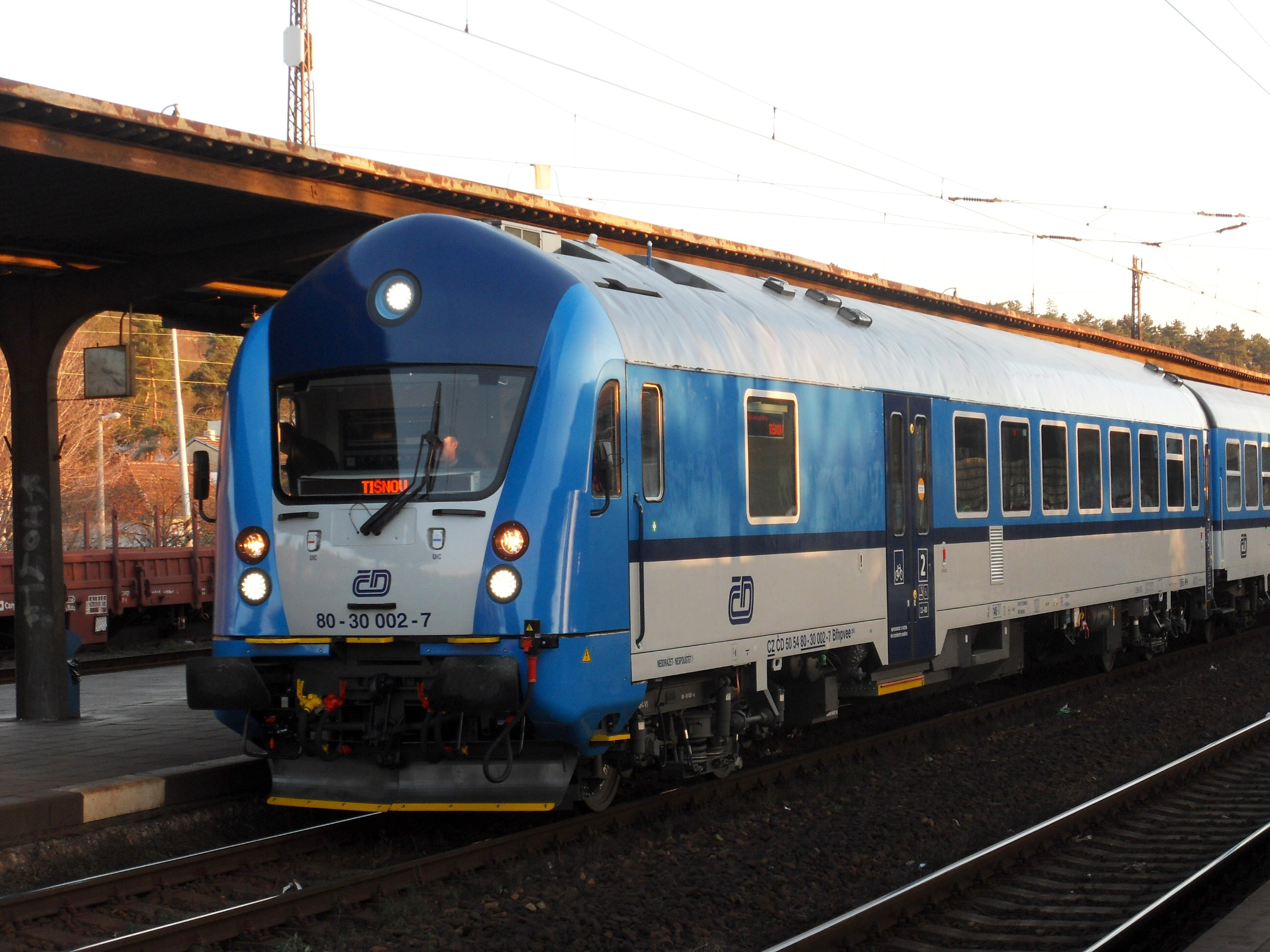
Wagon sterowniczy Kolei Czeskich
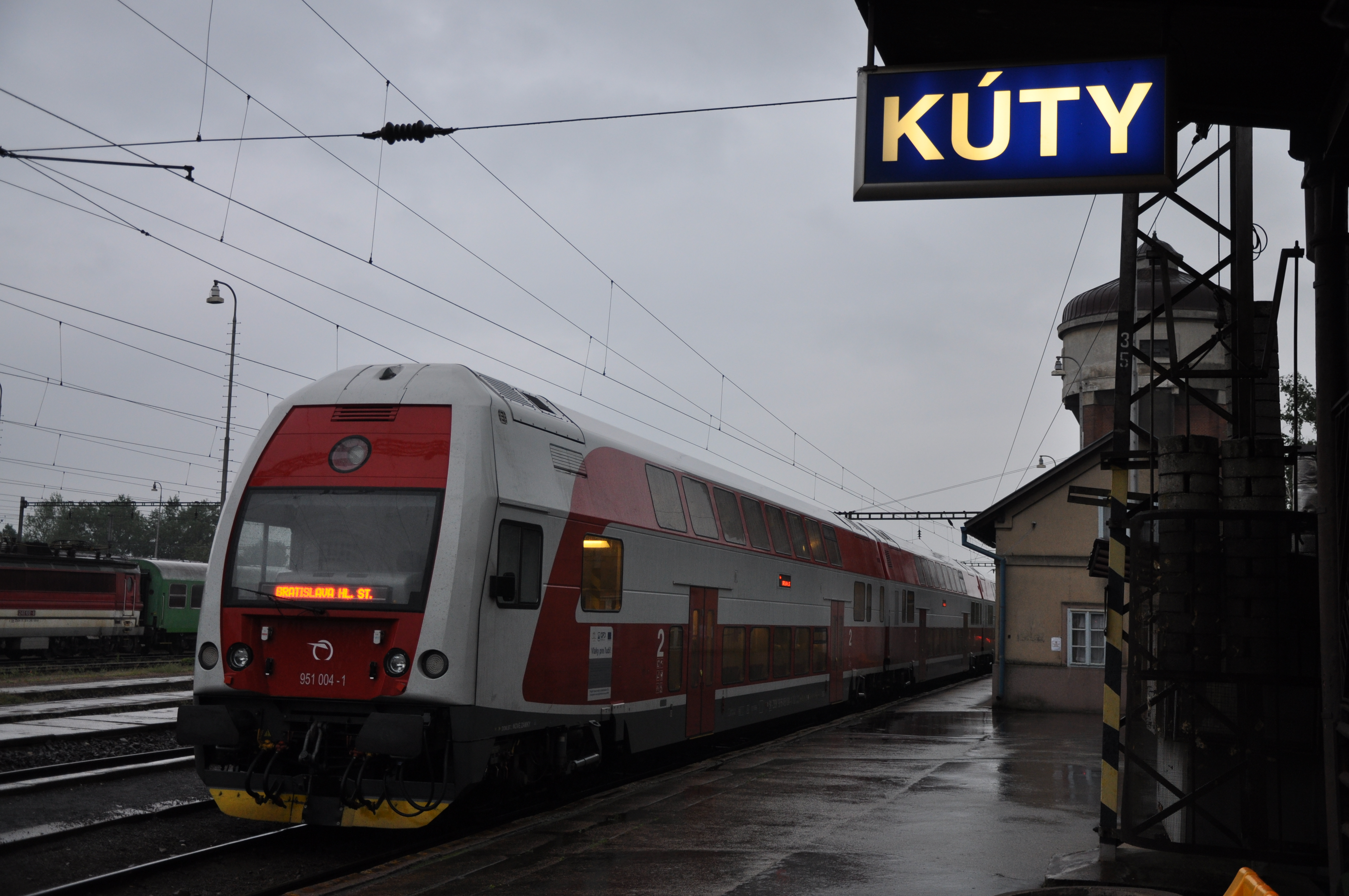
Wagon sterowniczy Kolei Słowackich